# Ким, Клаудия
Клаудия Ким (англ. Claudia Kim, настоящее имя — Ким Сухён (кор. 김수현); род. 25 января 1985, Республика Корея) — южнокорейская актриса и фотомодель.

## Биография
Ким Сухён родилась 25 января 1985 года в Республике Корея. В 2005 году попробовала свои силы в модельном бизнесе.
Дебютировала на телевидении в 2006 году. В 2014 году взяла псевдоним Клаудия Ким, чтобы её не путали с актёром Ким Сухёном. В 2014—2016 годах снималась в сериале «Марко Поло».
В 2015 году появилась в роли доктор Хелен Чо в фильме «Мстители: Эра Альтрона».
В 2017 году снялась в фильме «Тёмная башня».
В 2018 году сыграла Нагайну в фильме «Фантастические твари: Преступления Грин-де-Вальда».

## Фильмография
| Год       |   | Русское название                                  | Оригинальное название                       | Роль             |
| --------- | - | ------------------------------------------------- | ------------------------------------------- | ---------------- |
| 2006—2007 | с | Королева игры                                     | Queen of the Game                           | Парк Ю Вон       |
| 2010      | с | Беглец: План Б                                    | The Fugitive: Plan B                        | Софи             |
| 2011      | с | Город романтиков                                  | Romance Town                                | Хванг Ю Вон      |
| 2011—2012 | с | Мозг                                              | Brain                                       | Джанг Ю Джин     |
| 2012      | с | В режиме ожидания                                 | Standby                                     | Ким Су Хён       |
| 2013      | с | Моя девушка спецагент                             | 7th Grade Civil Servant                     | Мирэ             |
| 2014—2016 | с | Марко Поло                                        | Marco Polo                                  | Хутулун          |
| 2015      | ф | Мстители: Эра Альтрона                            | Avengers: Age of Ultron                     | доктор Хелен Чо  |
| 2015      | ф | Равные                                            | Equals                                      | голос коллектива |
| 2016      | с | Монстр                                            | Monseuteo                                   | Ю Сын-е          |
| 2017      | ф | Тёмная башня                                      | The Dark Tower                              | Арра Шампиньон   |
| 2018      | ф | Фантастические твари: Преступления Грин-де-Вальда | Fantastic Beasts: The Crimes of Grindelwald | Нагайна          |

## Награды и номинации
- 2005 — Korea-China Supermodel Contest: 1st Place
- 2006 — SBS Drama Awards: New Star Award («Queen of the Game»)
- 2012 — MBC Entertainment Awards: Excellence Award, Actress in a Comedy/Sitcom («Standby»)